# عملیات رایندیر
عملیات رایندیر (Gebirgskorps Norwegen) یک عملیات آلمانی در طول جنگ جهانی دوم برای ایمن‌سازی معادن نیکل در اطراف پتسامو در فنلاند، در برابر حمله شوروی در صورت وقوع مجدد جنگ بین فنلاند و اتحاد جماهیر شوروی بود.